# Pseudosuberites mollis
Pseudosuberites mollis är en svampdjursart som beskrevs av Topsent 1925. Pseudosuberites mollis ingår i släktet Pseudosuberites och familjen Suberitidae. Inga underarter finns listade i Catalogue of Life.